# Église Saint-Firmin de Tully
L'église Saint-Firmin de Tully est une église située à Tully, à l'ouest du département de la Somme, dans la Vimeu.

## Historique
L'église de Tully fut construite à la fin du XVe siècle ou au début du XVIe siècle ; elle était jadis entourée du cimetière. Elle est située à proximité du manoir autrefois propriété des seigneurs du village.

## Caractéristiques

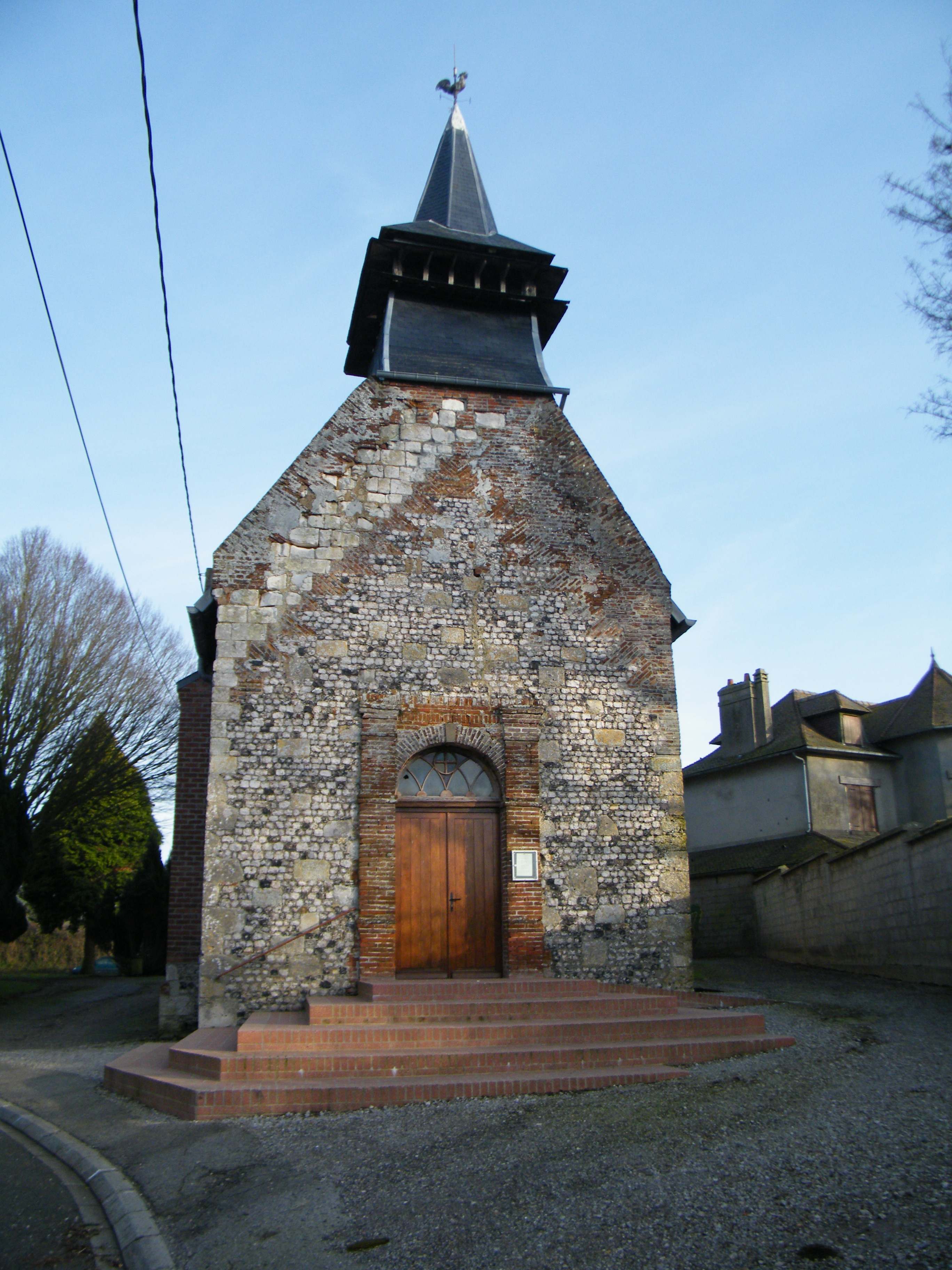

### Extérieur
L'édifice est construit en pierre blanche avec soubassement de silex. D'une très grande sobriété, la façade percée d'un portail montre un assemblage de deux appareils de pierre, petit appareil mêlé de brique sur la plus grande surface et, gros appareil dans la partie supérieure gauche, signe d'une surélévation. 
La façade est surmontée d'un clocher recouvert d'ardoises se terminant par une flèche pyramidale à huit pans surmontée d’une croix en fer. Onze contreforts avec soubassements de pierre ou de grès consolident le bâtiment. Les fenêtres du chœur sont de style gothique flamboyant.

### Intérieur
L'église, refaite en 1841, est voûtée d'ogives. Le chœur est fermé par une grille. La chaire à prêcher a été fabriquée en 1826. Le maître-autel daté de 1875 proviendrait de l'église de Saint-Quentin-la-Motte-Croix-au-Bailly. Les baies sont garnies de vitraux offerts par des familles de la commune.

#### Inhumation dans l'église
- Guillaume des Landes, curé , 1667 ;
- Pierre Le Boucher, curé, le 26 juillet 1686 à 63 ans ;
- Simon Boucher, curé, le 7 septembre 1705 ;
- Jean-Baptiste Moconduit, curé, le 25 avril 1758 à 48 ans ;
- Geoffroy de Gaillard de Longjumeau, seigneur de Blanchecourt et de Tully, décédé à Tully, en sa maison seigneuriale et inhumé le 23 mars 1700, âgé de 75 ans[1].